# Biomimetic Sciences Institute
La fundación Biomimetic Sciences Institute (fundada como Biomimetic Sciences Institute, el 2018, Barcelona) es una fundación privada española dedicada a la investigación, formación, divulgación y práctica de la disciplina Biomimética. El BSI busca crear, implementar y brindar conocimiento sobre soluciones innovadoras inspiradas en la naturaleza.
El BSI cuenta con una línea editorial y gráfica propia, participa en convocatorias del Programa de investigación e innovación de la Unión Europea Horizonte 2020, Erasmus+ y otros programas bilaterales. Y es miembro de la Red Internacional, Interuniversitaria e Interinstitucional de Estudios de Biomímesis que cuenta con 52 universidades integradas (RI3).
La fundación del Biomimétic Sciences Institute inaugura una delegación en el País Vasco gracias a la exitosa acogida por parte del Departamento de Gobernanza Pública y Autogobierno del País Vasco para inscribir a la fundación.
- El pasado 14 de noviembre del 2022, fue patente la inauguración de la delegación de la fundación en el territorio vasco con una gran acogida del proyecto y una visión común por parte de las instituciones con las actividades y visión del BSI.

El Biomimetic Sciences Institute pone en marcha el proyecto Red de Estaciones Científicas (2022), desarrollando instalaciones para la innovación e investigación en espacios naturales estratégicos alrededor del mundo, junto a los mejores expertos y profesionales del campo científico.
El Biomimetic Sciences Institute está en la organización del IV Simposio Internacional de Biomímesis, que se celebrará en Barcelona, de manera presencial y virtual simultáneamente para todo el mundo, el próximo octubre de 2023.

## Historia
El Biomimetic Sciences Institute fue fundado en 2018 por el médico oncólogo Pere Monràs Vinyes, quien previamente había desarrollado la factoría de conceptos, Hèlix3c (2003), para fomentar la elaboración de conceptos disruptivos; la plataforma tecnológica, Sangaku (2008), enfocada al aprendizaje colaborativo; y la marca de difusión, Espora (2016), con el fin de promover actividades culturales que relacionen ciencia y cultura.
El Biomimetic Sciences Institute (BSI) integra las ya citadas Helix3c, Sangaku y Espora, y trabaja en el campo emergente de la biomimética, buscando soluciones innovadoras y bio-inspiradas a los actuales problemas de la humanidad. 
El BSI se dedica a fomentar una visión biomimética y no-antropocéntrica del mundo con el objetivo de promover la transición hacia un crecimiento sostenible para el bienestar de las próximas generaciones del planeta Tierra. Fue constituido para aportar su conocimiento y asesoría en proyectos de investigación científica y desarrollo tecnológico. A tal fin, la entidad se planteó sustentada en tres principios básicos:
1. Promover la investigación bioinspirada.
2. Facilitar y acreditar la ideación, diseño y desarrollo de soluciones biomiméticas.
3. Formar y concienciar a futuros profesionales para el nuevo escenario mundial que la fundación prevé.

## Patronato
- Pere Monràs: presidente del BSI. Oncólogo, expresidente de la Unió Catalana d'Hospitals y ex director general de la Corporación Sanitaria Parc Taulí de Sabadell.
- Josep Herrero: responsable de la secretaría jurídica del BSI. Abogado, socio fundador de Herrero Clusellas. Ejerció en Abogados Roca Junyent.
- Marc Monràs: tesorero del BSI. Expresidente de Activobank (Banco Sabadell).
- Mateo Rosell: supervisor de finanzas y administración del BSI. Empresario, expresidente de la Federación Catalana de Hípica.
- Albert Pèlach : responsable de comercialización editorial del BSI. Economista y editor. Ex director general del Grupo Enciclopedia Catalana, directivo del Gremio de Editores de Cataluña, presidente de la comisión organizadora de la Semana del Libro en Catalán y presidente del consejo directivo de la Asociación Española de Directivos de Cataluña.
- Enric Canela: asesor científico del BSI. Químico molecular. Catedrático en la Universitat de Barcelona.
- Miquel Vidal: coordinador de economía circular del BSI. Miembro del Pla Nacional de Valors de la Generalitat en el ámbito de Sostenibilidad. Colaborador docente del Máster de Sostenibilidad de la Cátedra Unesco, UPC y EUETII.
- Jordi Colomer: responsable de actividades en el ámbito sanitario del BSI. Médico. Director hospitalario del Hospital Vall d´Hebron de Barcelona, director general del Grup Sagessa.
- Eva Flo: asesora científica marina del BSI. Doctora en Ciencias del Mar en el Instituto de Ciencias del Mar del CSIC.

## Investigación e innovación
El Biomimetic Sciences Institute participa en convocatorias del Programa de investigación e innovación de la Unión Europea Horizonte 2020, abarcando áreas como la arquitectura, la biología marina y la biotecnología. Estas investigaciones las desarrolla tanto con científicos propios de la Fundación como con colaboradores externos.
El BSI ha desarrollado una aplicación dedicada a la enseñanza de las matemáticas, llamada Sangakoo. Se trata de una plataforma, disponible tanto en navegador como en app, de acceso gratuito, con la intención de llevar el aprendizaje de las matemáticas a los dispositivos móviles de los estudiantes y profesionales de todo el planeta.
El BSI participa en la Red Internacional, Interuniversitaria e Interinstitucional de Estudios de Biomímesis (RI3).